# Christopher Miner Spencer
Christopher Miner Spencer (20 de junio de 1833 – 14 de enero de 1922) fue un inventor estadounidense. Diseñó el fusil Spencer (uno de los primeros modelos de fusil accionados por una palanca), un carruaje con motor de vapor, y muchas otras invenciones. Desarrolló el primer torno de torreta totalmente automático, que en su formato pequeño es también conocido como máquina de mecanizar tornillos.

## Primeros años
Originario de Manchester (Connecticut), Spencer trabajó para la fábrica de Samuel Colt, donde aprendió el negocio de la fabricación de armas.

## Guerra de Secesión
A pesar de que el fusil Spencer había sido desarrollado ya en 1859, no fue inicialmente utilizado por la Unión. El 18 de agosto de 1863, Christopher Spencer se dirigió a la Casa Blanca con uno de sus fusiles y un suministro de cartuchos. Atravesó los despachos y llegó a la oficina de Abraham Lincoln. Después de alguna discusión, regresó la tarde siguiente, cuando Spencer y Lincoln fueron convocados por Edwin Stanton, Secretario de Guerra. Junto con otros oficiales, el grupo caminó hasta el National Mall, y realizaron pruebas de tiro cerca del Monumento a Washington.
Tras aquella reunión, el gobierno de los EE. UU. solicitó 13.171 fusiles y carabinas, junto con 58 millones de cartuchos. El general Ulysses S. Grant comentó que el fusil Spencer era "la mejor arma de retrocarga disponible". Durante la duración de la guerra, la producción se acercó a 100.000 fusiles. Muchos veteranos se llevaron a casa sus fusiles Spencer con ellos después de que la guerra, que tuvieron un uso generalizado en la frontera occidental. Con tantos fusiles militares sobrantes disponibles, había poca demanda en la postguerra de fusiles nuevos; y Spencer fue incapaz de recuperar las inversiones que realizó para fabricar maquinaria. La Compañía Spencer Repeating Rifle se declaró en bancarrota en 1868; y sus instalaciones fueron adquiridas por Oliver Winchester por 200.000 dólares en 1869.

## Postguerra
En 1868 se incorporó a la "Compañía Roper de Armas de Repetición" en Amherst, Massachusetts, donde trabajo con Charles E. Billings, y con Sylvester H. Roper. Después del cierre de la compañía de Roper, al año siguiente, 1869, Billings y Spencer fundaron una sociedad en Hartford, Connecticut, llamada Billings & Spencer, que fabricaría máquinas de coser, herramientas manuales forjadas, y máquinas herramienta.
Alrededor de 1882, Spencer fundó una compañía nueva, la Spencer Arms, en Windsor, Connecticut. Su producto más notable fue probablemente la Escopeta Spencer de Acción de Bombeo. Producida entre 1882 y 1889, fue la primera escopeta de corredera con éxito comercial. La mayoría se fabricó con el calibre 12, siendo el modelo de calibre 10 una variante poco usual. Una vez más con problemas financieros, la compañía de Spencer y sus patentes fueron adquiridas hacia 1890 por Francis Bannerman & Hijos de Nueva York, que continuó la fabricación de su escopeta hasta alrededor de 1907.